# جردی دائودر
جُردی دائودر ئی گوئاردیولا (کاتالونیایی: Jordi Dauder i Guardiola؛ ‏ ۵ مارس ۱۹۳۸ – ۱۶ سپتامبر ۲۰۱۱) بازیگر و صداپیشه اهل اسپانیا بود. وی بین سال‌های ۱۹۸۳ تا ۲۰۱۱ میلادی فعالیت می‌کرد. وی دانش‌آموختهٔ رشتهٔ هنر در دانشگاه بارسلونا و رشتهٔ تاریخ در دانشگاه پاریس بود. او دوبلور اسپانیایی گریگوری پک و نیک نولتی بود.
از فیلم‌ها یا برنامه‌های تلویزیونی که وی در آن نقش داشته است، می‌توان به کامینو، زمین و آزادی، راهب و از عشق و شیاطین دیگر اشاره کرد.
وی همچنین برندهٔ جوایزی همچون جایزه کرئو دِ سان جردی و جایزهٔ سان جوردی شده است.